# Leopold Karl von Kollonitsch
Leopold Karl von Kollonitsch, alternativ Kollonich, (n. 26 octombrie 1631, Komorn, azi Komárno, Slovacia - d. 20 ianuarie 1707, Viena) a fost un cleric catolic german, al cărui familie era de origine croată. Între 1670-1685 a fost episcop de Wiener Neustadt, în anul 1686 a fost ridicat la demnitatea de cardinal. În 1695 a devenit arhiepiscop al Arhidiecezei de Esztergom și primat al Ungariei, calitate în care a jucat un rol important la unirea Mitropoliei Ortodoxe de Alba Iulia cu Biserica Catolică, act din care a rezultat Biserica Română Unită cu Roma.
Din 1672 până în 1681 a fost președinte al Consiliului Ungar pe lângă Curtea de la Viena (în germană ungarische Hofkammer), adică al guvernului teritoriilor Ungariei neocupate de turci, administrate de Casa de Habsburg.

## Galerie de imagini

Cardinalul Kollonitsch